# Aftă
Afta este o leziune elementară a pielii și mucoaselor de origine necunoscută.
Se prezintă ca o veziculă plină cu lichid opalescent, care, prin spargere, lasă locul unei ulcerații dureroase, care se cicatrizează fără a lăsa urme.
Apare în febra aftoasă sub formă de erupții localizate pe mucoasa bucală și pe diverse regiuni cutanate (de exemplu pe ugerul vacilor).
Aftele pot fi izolate sau pot să se integreze într-o boală mai generală, aftoza.
Cele mai frevente forme sunt:
- aftele bucale: apar pe mucoasa bucală și sunt sub forma unor ulcerații rotunde sau de forma ovală, pe fond gălbui și înconjurate de un halou roșu inflamator; afectează gingiile, marginea internă a buzelor și fălcilor, marginile limbii;
- aftele genitale: rar izolate, se observa în principal în boala lui Behçet, în care sunt asociate la numeroase afte bucale.

## Tratament
Se recomandă utilizarea de antibiotice și vitamine din grupul B.
Ca măsuri de prevenire, se recomandă o bună igienă bucodentară și evitarea alimentelor care produc pusee: șvaițer, fructe uscate sau acide.